# Acrosathe pallipilosa
Acrosathe pallipilosa är en tvåvingeart som beskrevs av Yang, Zhang och Shu Wen An 2003. Acrosathe pallipilosa ingår i släktet Acrosathe och familjen stilettflugor. Inga underarter finns listade i Catalogue of Life.